# 농민공

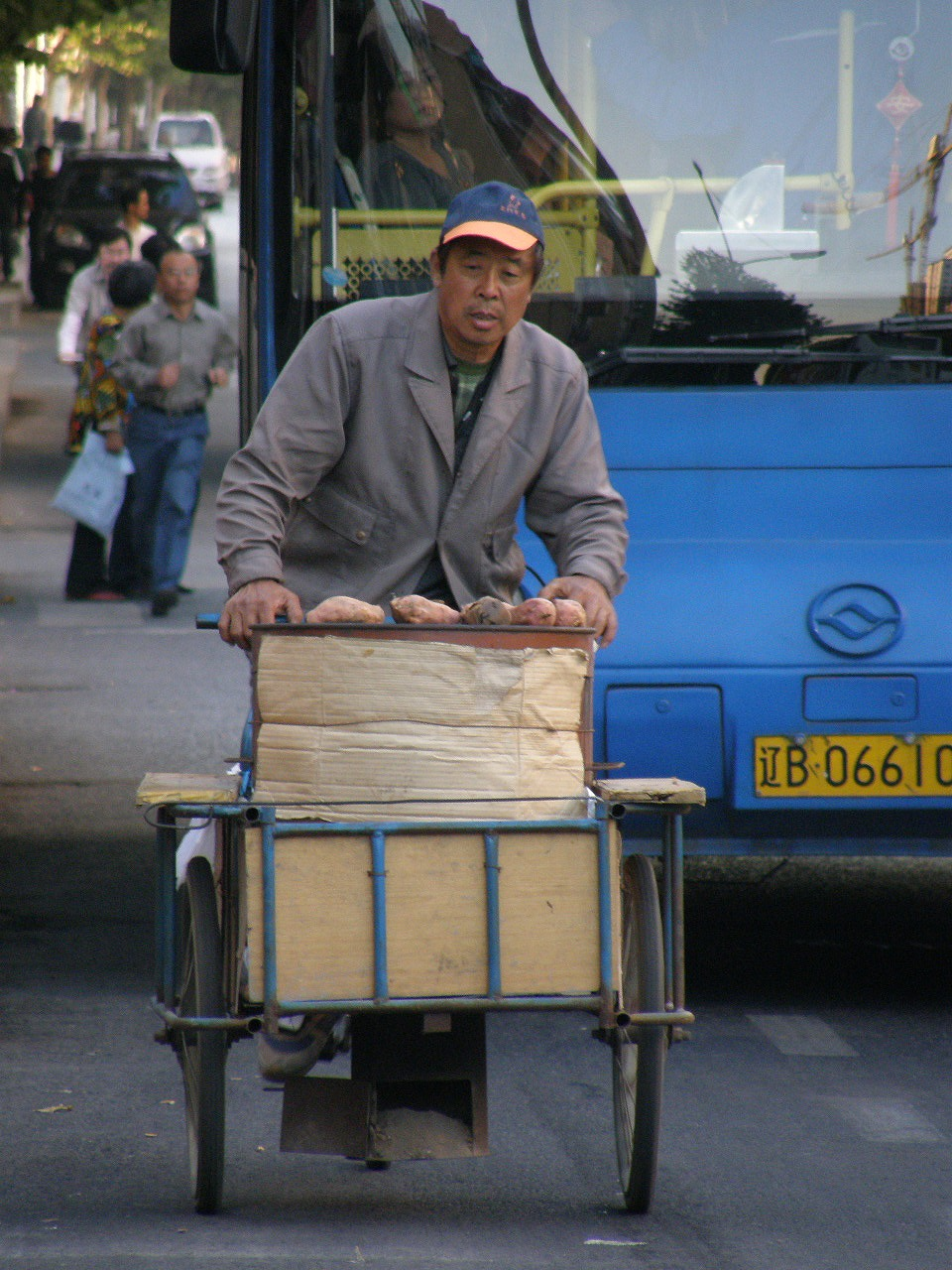
중국의 이주노동자로 추정되는 군고구마 장수

농민공(農民工) 또는 민공(民工) 은 중화인민공화국에서 농촌을 떠나 도시에서 일하는 하급 이주노동자를 일컫는 말로 중화인민공화국의 개혁개방 실시 후에 낙후한 농촌을 떠나 도시화된 해안의 발전된 지역으로 일자리를 찾아 이주를 한 사람들이다. 현재 농민공의 수는 1억 2천만 명으로 전체 인구의 9%를 차지하고 있으며, 이들은 중화인민공화국의 산업 발전을 위해 필요한 노동력을 제공하는 계층이다. 현재 중화인민공화국은 사상 최대의 이농현상을 경험하고 있으며 미국 인구의 약 80%에 해당하는 2억 7천만 명의 중국인들이 최근 시골을 떠나 도시로 몰려들었다. 매년 1,300만 명이 이주 대열에 가담하고 있다.

## 이주의 원인과 상황

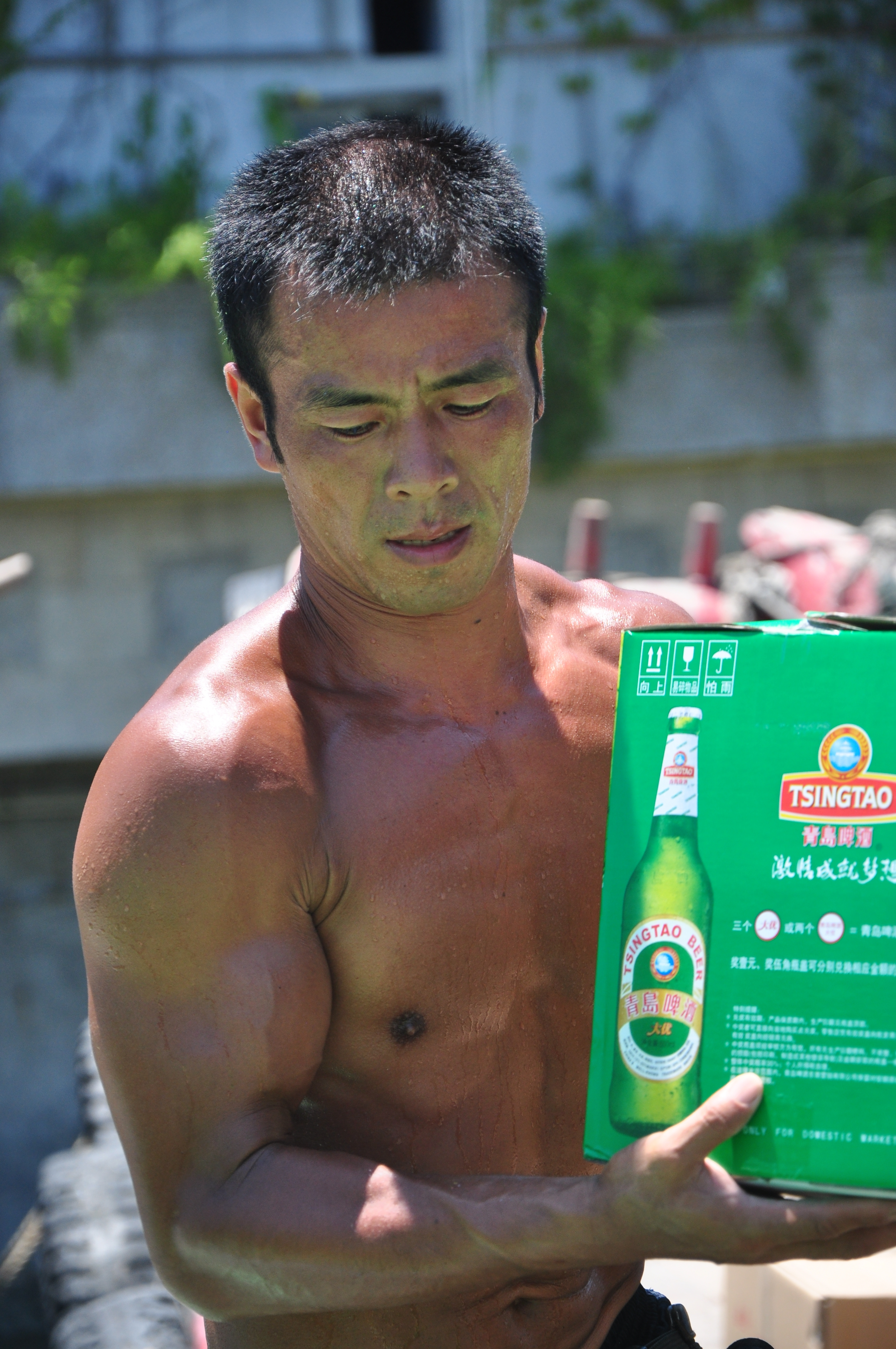
중국의 농민공

중화인민공화국은 후커우를 '농업 후커우'과 '비농업 후커우'로 나누어 인구 이동을 엄격히 제한했었으며 배급제에 의존하고 일자리는 국영기업에만 있었기에 개혁개방 이전 큰 인구 이동은 일어나지 않았으나 개혁개방에 따른 불균형적 지역 발전으로 인해 내륙 사람들이 해안 지역에 일자리를 찾아 이동했다. 1992년 도시에서 식량배급표를 없애는 조치를 한 이후 농민공의 도시 이주가 본격화됐다. 농민공은 후커우상으로 농민신분이지만 실제로는 도시노동자다. 농민들은 경작법 발전으로 실직했으며 저생산적 국영기업들로부터 해고된 공장노동자들이 주로 농민공이 되고 있다. 남자 농민공들은 건설현장의 인부로 여자 농민공들은 저임금 공장에서 일한다. 이들은 보통 쓰촨성, 후난성, 허난성, 안후이성, 장쑤성 출신이다. 대다수 농민공들은 베이징, 상하이, 선전 등 연해 도시 이주를 했으나 최근에는 새 기회가 생기는 내륙으로 가는 경우가 많아졌다. 어떤 도시에서는 농민공이 원거주자보다 많아졌다. 가령 저장성의 작은 공업 도시인 이우 시에는 공식적으로 640,000명이 거주하나 이주 노동자가 6~7십 만 명에 이른다. 농촌에는 노동력이 남아돌고 있으며 새로 발전하는 도시는 값싼 노동력을 절실히 필요로 한다.
중국 국가통계국의 2006년 통계에 의하면 농민공은 매주 6.29일을 일하며, 하루 8.93시간 노동하는 것으로 조사됐다. 월평균 수입은 966위안(약 12만 6,000원)이며, 한 달에 500위안도 못 받는 사람이 20%에 달한다. 중화인민공화국은 2020년까지 현재 서유럽 인구 규모인 4억여 농민이 도시로 추가 이주할 것으로 예상하고 있다.
일부 머리가 좋은 농민공들은 틈나는 대로 한국어를 익힌 후 대한민국으로 와서 일을 하기도 한다.

## 출신지별 농민공 숫자
- 허난성 2670만명 총인구의 40% 주요목적지 : 베이징、산동、소남
- 안후이성 2024만명 총인구의 32.5% 주요목적지 : 베이징、상하이、소남、저장
- 후난성 1879만명 총인구의 22% 주요목적지 : 광둥、저장
- 장시성 1847만명 총인구의 25% 주요목적지 : 광둥、저장 、상하이
- 쓰촨성 1679만명 총인구의 16.5% 주요목적지 : 광동、저장
- 장쑤성 1224만명 총인구의 17.5% 주요목적지 : 소남、상하이、저장
- 충칭시 1208만명 총인구의 40% 주요목적지 : 저장 、광둥
- 구이저우성 1027만명 총인구의 20.5% 주요목적지 : 저장 、광둥
- 랴오닝성 1011만명 총인구의 18.4% 주요목적지 : 베이징、광둥
- 후베이성 925만명 총인구의 10.8% 주요목적지 : 저장 、광둥

## 농민공 시위
농민공은 도시에서 하급 노동자로 혹은 노점상으로 일하고 있으며, 호적 제약 때문에 보통 임금의 3분의 1밖에 못받는 등 부당한 대우를 받는 일이 잦아 이로 인해 시위를 벌이는 경우가 발생한다. 광둥의 쑨즈깡 사건은 쑨즈깡이라는 농민공이 임시거주증이 없다는 이유로 구속 수감되었다가 구타당해 사망한 사건으로 인권과 호적제도 개선이라는 화두를 던졌다.
 2011년 6월에 광저우에서는 임신한 노점상을 거칠게 단속한 것에 항의하는 사천성 출신 농민공 1000여 명이 경찰차를 전복시키고 차량들을 불태우는 등 과격 시위를 벌였다.

## 중화인민공화국 정부의 정책
중화인민공화국 정부는 이러한 문제를 해소하기 위해 임시거주증 수속 절차 간소화 및 유효기간 연장 폐지 등 행정적 장벽, 그리고 직업훈련 도입과 자녀 공립학교 입학 허용하는 정책을 실시하였다. 중화인민공화국 정부는 농민공들이 고향에 남아서 창업을 하도록 권장하는 등 낙후지역을 발전시키는 정책을 펼치고 있다. 농민공은 고향에 땅을 가진 사람들로서 도시를 떠나 돌아가더라도 굶지는 않는 상황으로 중국 정부는 귀향하는 농민공들의 편의를 위하여 가전제품과 1.3L 이하 자동차에 대한 정부 보조도 시행하였다.
전반적으로 농촌기반의 경제에서 도시기반의 경제 체제로 이행하는 것을 장기 목표로 삼고 있는 중화인민공화국 정부는 농장과 건설현장에 값싼 노동력을 공급하기 위하여 도시이주를 지원하고 있다. 내륙의 일부 도시들은 농민공에게도 연금과 보험을 포함한 사회보장제도를 실시하고 있다.

## 같이 보기
- 중화인민공화국의 경제
- 일용직

## 농민공 현황
중국에서 도시로 이주한 출가 노동자 농민공은 2017년 말 시점에 2억 8652만명에 달했다고 AFP 통신이 보도했다. 통신은 중국 국가 통계국이 발표한 '2017년 농민 모니터링 조사보고'를 인용해 이같이 전하고 이 중 1980년대 태어난 신생대 농민공이 전체 50.5%로 반수를 넘었다고 소개했다. 조사 보고에 따르면 농민공은 증가 추세를 이어가면서 2017년 대비 481만명이 늘어났다.

### 연령별 농민공 증가와 평균 연령 증가
연령별로는 50대 이상 농민공이 가장 많이 증대했다. 증대한 이유는 50세 이상 농촌 노동력 인구가 농업 이외의 일자리를 찾는 비율이 늘어난 것이 주된 원인으로 나타났다.
젊은 세대가 농민공의 절반을 차지하고 있지만, 평균 연령은 2016년보다 0.7세 높아진 39.7세로 집계되었다.

### 농민공 학력과 직업 현황
전문대 이상의 학력을 가진 농민공도 눈에 띠게 증가하고 있다. 학교 교육을 받지 않은 농민공은 전체의 0.1%이며 최종 학력이 초등학교인 비율은 13%, 중학교는 58.6%, 고등학교는 17.1%, 전문대 이상이 10.1%에 이르렀다.
제조업과 건설업에서 일하는 농민공은 감소세를 보이고 있다. 2017년 제조업에 종사하는 농민공은 전체 가운데 29.9% 건설업이 18.9%에 이르렀다. 반면 제 3차 산업 서비스 업종에서 근무하는 농민공은 48%에 달했다.

#### 농민공 평균 소득
농민공의 평균 소득은 안정세를 찾고 있는 것으로 나타났는데, 2017년 농민공 평균 월수입은 3485위안(약 59만원)으로 2017년에 비해 210위안 늘었다.